# Paolo Capodacqua
Paolo Capodacqua (Avezzano, 16 maggio 1961) è un chitarrista italiano, autore di musiche e canzoni per il Teatro e traduttore e interprete di Georges Brassens.

## Biografia
Laureato al DAMS di Bologna è autore, a partire dal 1992, di musiche per bambini, in alcuni casi tratte dalle opere di Gianni Rodari, ha collaborato con diversi artisti: Gianni D'Elia, Angelo Ferracuti, Ugo Riccarelli, David Riondino, Jarmila Očkayová, Stefano Tassinari e Marco Moschini, ma soprattutto Claudio Lolli, con il quale è stato diverse volte in tour in giro per l'Italia.
La sua notorietà, tuttavia, è dovuta principalmente alle sue canzoni per bambini, che hanno attirato l'attenzione di recensori e critici, hanno ispirato tesi di laurea e gli hanno valso alcuni premi, fra i quali quello del consiglio comunale di Lesina (1998) e il sigillo di Abano (settembre 2001). Dal disco con le canzoni tratte dalle opere di Rodari, La torta in cielo, è stato realizzato anche uno spettacolo itinerante.
Nel 1999 ha realizzato La Cantata delle bugie con le ali, un recital tratto dal film di Charlie Chaplin Il Pellegrino.
È stato autore delle musiche del programma radiofonico svizzero Lilliput.
Il 28 ottobre 2017 ha ricevuto il Premio Civilia alla Canzone d'Autore, conferito dall'Associazione "Civilia - Cultura, parole e musica" di Lecce.

## Discografia
- 1987 - Memorabilia, LP, Materiali Sonori
- 1994 - La torta in cielo, Rodari-Capodacqua, L'Uovo, MC (IIa ed. CAMST 1998)
- 1994 - L'arca di Noè, L'Uovo, MC (poi La ballata dell'arca, MC, Ideasuoni 2001)
- 2000 - Bianchi rossi gialli neri, Comune di Fermo, CD; Storie di note, SDN 021 CD 2001
- 2001 - Magia delle piccole cose, (Testi: Marco Moschini - Musiche: Paolo Capodacqua), libro + CD, Opera Nazionale Montessori
- 2002 - Crapapelata, (Capodacqua, Piumini, Toquinho, De Moraes, Savona, Rodari e altri), Radio Popolare Milano, CD
- 2003 - Mille papaveri rossi, De André interpretato da: Judith Malina, Franco Fabbri, Paolo Capodacqua, Lalli, Gang ed altri, edizioni Musica per "A" rivista anarchica, CD
- 2004 - La torta in cielo, Rodari- Capodacqua, Florian, CD
- 2004 - Liocorno note d'autore, Capodacqua, Kuzminaç, Lolli, Zenobi, Gang ed altri. Storie di note
- 2005 - Pace diritti lavoro (centenario della CGIL), CD (CGIL Vicenza, CGIL Lombardia), con: Capodacqua, Lolli, Della Mea e altri
- 2005 - La via del mare, reading poetico musicale di e con: Claudio Lolli, Paolo Capodacqua, Gianni D'Elia, L'Unità, CD
- 2005 - Crapapelata2, (Capodacqua, Piumini, ecc) Radio Popolare Milano, CD
- 2010 - Un deux trois, (Capodacqua) Storie di note
- 2019 - Ferite & Feritoie, (Capodacqua) Storie di note, CD

## Collaborazioni
- 1994 - David Riondino - Temporali, CGD
- 1997 - Claudio Lolli - Intermittenze del cuore, Tide Records
- 1998 - Viaggio in Italia, in coppia con Claudio Lolli, (produzione artistica: Mimmo Locasciulli), Hobo
- 1999 - Partecipazione al CD Sguardi d'istinti (con: Claudio Lolli, Michele Serra, Carlo Lucarelli, Simona Vinci, Ares Tavolazzi, Enrico Palandri, Marcello Fois, Pino Cacucci ecc), ATC
- 2000 - Claudio Lolli - Dalla parte del torto, Storie di note
- 2003 - Partecipazione al CD Danni collaterali, con: Teresa De Sio, Gino Paoli, Eugenio Finardi, Skiantos, Claudio Lolli, Gianfranco Manfredi, Ricky Gianco ed altri, allegato a: Manifesto, Liberazione, Rinascita
- 2003 - Claudio Lolli - La luna la terra e l'abbondanza, CD live con Claudio Lolli e Paolo Capodacqua allegato al libro omonimo di Jonathan Giustini, Stampa Alternativa
- 2004 - Claudio Lolli - Rumore rosa (foto a cura di Eric Toccaceli), libro + CD. Musiche di Paolo Capodacqua, Stampa alternativa
- 2006 - Claudio Lolli - La scoperta dell'America, CD, Storie di note